# Hjultræ-ordenen
Hjultræ-ordenen (Trochodendrales) er udbredt i Sydøstasien. Det er stedsegrønne træer med tandede, læderagtige blade. Blomsterne er regelmæssige, og frugterne er samlet i endestillede stande. Ordenen har kun én familie, den nedennævnte.
| Familier |

- Hjultræ-familien (Trochodendraceae)